# Krytyczna teoria reklamy
Krytyczna teoria reklamy – teoria, która zakłada (w przeciwieństwie do tzw. operacyjnej teorii reklamy), że reklama jest instrumentem nacisku na odbiorcę indywidualnego ze strony rynku i systemu społeczeństwa konsumpcyjnego.

Reklama [...] sugeruje, iż młodość, zdrowie, męskość czy kobiecość zależą wyłącznie od tego co kupimy. Jest to świat uśmiechu, gdzie w pogodnych dialogach i głupawych piosenkach przemyca się skrycie podstępne sugestie [...] Reklama roznieca pragnienia, uwodzi głuptasa, w jego imieniu wynajduje potrzeby, pogrąża go w poczuciu winy [...] reklama nabiera ludzi [...] świat z utopii trwa w reklamie [...] Dążąc do sprzedania nam szczęścia, reklama fabrykuje w rezultacie rzesze frustratów [...] Reklama to uperfumowany kawał ścierwa.

Chytrość i przebiegłość stosowanych technik, manipulacji, zabiegów i wykrętów, [...] by uczynić z nas jeszcze większych głupców, jeszcze bardziej łatwowiernych, jeszcze bardziej niezdolnych do samodzielnego osądu, jeszcze bardziej infantylnych i zidiociałych.

Kontekstem krytycznej teorii reklamy jest krytyczna teoria mediów, mająca swoje praźródła w niepokojach, jakie wzbudziły nowe środki komunikacji. W książce Hidden Persuaders (1957) Vance Packard ostrzegał przed mediami, które mogą stać się potężnym narzędziem manipulacji. Podobne krytyczne podejście prezentowali przedstawicieli szkoły frankfurckiej i myśliciele bazujący na marksizmie, w tym przedstawiciele brytyjskiej szkoły kulturoznawczej, feministki, a także postmoderniści. Habermas odwołując się do analizy teoretycznej zwraca uwagę na organizacje i miejsca, w których w istnieje przestrzeń publiczna takie jak media czy przestrzeń fizyczna. Jego zdaniem właśnie tam następuje regularna degradacja połączona z rozwojem mediów masowych. Reklama stała się handlem, wkraczając w życie prywatne choć pierwotnie powinna pełnić funkcje nośnika dialogu. Zdaniem Habermasa media są już tylko narcystyczną konsumpcją i lekkomyślnością.
Źródeł nowoczesnej krytycznej teorii reklamy należy doszukiwać się w pracach myślicieli kontynentalnych, takich jak Roland Barthes i Jean Baudrillard. Obecnie krytyczna teoria reklamy została zdominowana przez publikacje uczonych anglojęzycznych, w których można wyróżnić dwa zasadnicze kierunki: mikroanalityczny i makroanalityczny.

## Alternatywy
Według Andrzeja Pitrusa, pracownika naukowego Instytutu Sztuk Audiowizualnych Uniwersytetu Jagiellońskiego, teoriami alternatywnymi wobec krytycznej teorii reklamy są:
- Operacyjna teoria reklamy, zakładająca, że reklama nikogo nie zmusza do nabywania usług i towarów, nie kreuje potrzeb, ale pełni wyłącznie rolę informacyjną – jest przewodnikiem po rynku[5].
- Integracyjna teoria reklamy, łącząca elementy teorii krytycznej i operacyjnej[5].

## Wybrane piśmiennictwo
- Andrzej Muszyński Przypadek Benettona, [w:] Dariusz Czaja (red.) Mitologie popularne: szkice z antropologii współczesności, Kraków 1994, Wyd. Universitas, s. 220, ISBN 83-7052-152-5.
- Oliviero Toscani Reklama – uśmiechnięte ścierwo, tł. z niem. Michał Misiorny (Die Werbung ist ein lächelndes Aas. tłum. z oryginału na niem. Barbara Neeb), Warszawa 1997, Agencja Wydawnicza Delta, s. 180 (z kol. fot.), ISBN 83-7175-084-6 (jęz. oryg. fr. La Pub est une charogne qui nous sourit (Reliure inconnue), Paris 1995, ISBN 978-2905292896)
- Marek Arpad Kowalski Reklama dźwignią fałszu?, Warszawa 2000, Inicjatywa Wydawnicza ad astra, s. 214, ISBN 83-87538-29-9.
- Andrzej Pitrus Znaki na sprzedaż. W stronę integracyjnej teorii reklamy, Kraków 2000 (II wyd. 2005), Wyd. Rabid, ISBN 83-60236-01-1.
- Andrzej Pitrus Zrozumieć reklamę, Kraków 2001, Wyd. Rabid, ISBN 83-88668-00-5.
- Ewa Szczęsna Poetyka reklamy, Warszawa 2001, 2003, Wydawnictwo Naukowe PWN, ISBN 83-01-13538-7.
- Joanna Szlachta Ideologia reklamy, reklama jako ideologia, [w:] (red.) Ryszard Paradowski, Paweł Załęcki Kulturowe instrumentarium panowania, Toruń 2002, Wyd. Adam Marszałek, ISBN 83-7322-175-1.
- Tomasz Szlendak W sieci utkanej z billboardów. Psychologiczno-ewolucyjne uwarunkowania manipulacji reklamowej, [w:] ibidem
- Iza Desperak Metody wywierania wpływu wykorzystywane w reklamie, [w:] ibidem
- Daniela Dziennik-Pulina Władza poprzez schematy, czyli o stereotypach w reklamie, [w:] ibidem
- Anna Cichocka Między estetyką a etyką. Reklamowe manipulowanie wrażeniami, [w:] ibidem
- Joanna Klimczak-Ziółek Seksizm w reklamie, czyli kilka uwag o krytyce feministycznej, [w:] ibidem
- Magdalena Wiśniewska Kobieta w reklamie, [w:] ibidem
- Ewa Szczęsna Perswazja w reklamie, [w:] (red.) Rafał Garpiela, Katarzyna Leszczyńska Sztuka Perswazji. Socjologiczne, psychologiczne i lingwistyczne aspekty komunikowania perswazyjnego, Kraków 2004, Zakład Wydawniczy Nomos, ISBN 83-88508-69-5.
- Anna Leszczuk-Fiedziukiewicz Rodzina, czyli inwestycja z zyskiem. Mechanizmy perswazyjne w telewizyjnej reklamie rodzinnej, [w:] ibidem
- Małgorzata Bogunia-Borowska Transgresja w reklamie – pomiędzy sztuką a perswazją. Przykład reklamy Sisley, [w:] ibidem
- Małgorzata Bogunia-Borowska Reklama jako tworzenie rzeczywistości społecznej, Kraków 2004, Wyd. UJ, ISBN 83-233-1754-2.
- Anna Kowal-Orczykowska W niewoli reklamy? Percepcja ukrytych przesłań reklamy prasowej, Kraków 2007, Oficyna Wydawnicza Impuls, ISBN 978-83-7308-931-0.
- Rafał Zimny Kreowanie obrazów świata w tekstach reklamowych, Warszawa 2008, Wydawnictwo Trio, ISBN 978-83-7436-144-6.